# Cheryl Burke
Cheryl Stephanie Burke (San Francisco, California; 3 de mayo de 1984) es una bailarina de salón, coreógrafa, modelo y presentadora de televisión estadounidense. Es más conocida por ser una de las bailarinas profesionales del programa de ABC, Dancing with the Stars, donde fue la primera profesional femenina en ganar el programa y la primera en ganar dos veces consecutivas. También quedó en segundo lugar en la primera temporada de I Can Do That de NBC y reemplazó a Abby Lee Miller en Dance Moms en 2017.

## Primeros años
Burke creció en Atherton, California. Su padre es de ascendencia irlandesa y rusa y su madre es filipina. Su familia baila por recreación y tiene una pista de baile en su casa. A los cuatro años, comenzó a tomar clases de ballet y a presentarse localmente. Comenzó a hacer bailes de salón y decidió cambiar su enfoque. Comenzó a competir a los 13 años. Cheryl asistió a Menlo-Atherton High School, graduándose en 2002. En otoño de 2007, Cheryl fue premiada a la llave de la ciudad del alcalde de Atherton en su antigua secundaria.

## Carrera

### Dancing with the Stars
Burke hizo su primera aparición en Dancing with the Stars desde la segunda temporada, siendo emparejada con el miembro del grupo musical 98 Degrees, Drew Lachey, con quien logró llegar a la final y convertirse en los ganadores de la temporada. Ese mismo año participó en la tercera temporada en donde tuvo como pareja al exjugador de fútbol americano, Emmitt Smith, con quien también logró llegar a la final y ganar la temporada, marcando la segunda victoria consecutiva de Burke. Para la temporada 4 fue emparejada con el actor Ian Ziering, siendo eliminados en la semifinal y quedando en el cuarto puesto. En la temporada 5 tuvo como pareja al animador de Las Vegas, Wayne Newton, siendo ambos la tercera pareja eliminada y quedando en décimo puesto.
En la temporada 6 tuvo como pareja al actor Cristián de la Fuente, con quien llegó a la final y ubicándose en el tercer puesto. En la temporada 7 fue emparejada con el atleta Maurice Greene, siendo eliminados en la octava semana y ubicándose en quinto puesto. Tuvo como pareja al modelo y actor Gilles Marini para la temporada 8, logrando llegar a la final y ubicándose en el segundo puesto. En la temporada 9 fue emparejada con Tom DeLay, exlíder mayoritario de la cámara de Representantes de los Estados Unidos; DeLay abandonó la competencia debido a una lesión, por lo que terminaron en el decimotercer puesto.
Fue emparejada con el jugador de fútbol americano Chad Ochocinco para la temporada 10, siendo eliminados en la semifinal y terminando en el cuarto puesto. En la temporada 11 tuvo como pareja al exjugador de baloncesto Rick Fox, con quien fue eliminada en la séptima semana y quedando en el sexto puesto. Para la temporada 12 fue emparejada con el luchador de la WWE, Chris Jericho, siendo eliminados en la sexta semana y terminando en el séptimo puesto. En la temporada 13 fue emparejada con el modelo y estrella de telerrealidad Rob Kardashian; ambos llegaron a la final y finalizaron en el segundo puesto.
Para la temporada 14 fue emparejada con el actor William Levy, logrando llegar a la final y ubicándose en el tercer puesto. En la temporada 15, una edición All-stars, Burke regresó con su expareja de baile y ganador de la tercera temporada, Emmitt Smith; ambos fueron eliminados en la semifinal y finalizaron en el cuarto puesto. Luego tuvo como pareja al comediante D.L. Hughley para la temporada 16, siendo eliminados en la quinta semana y quedando en el noveno puesto. Para la temporada 17 formó pareja con la estrella de telerrealidad Jack Osbourne, llegando a la final y terminando en el tercer puesto.
Tuvo como pareja al presentador y actor Drew Carey para la temporada 18, con quien fue eliminada en la sexta semana, quedando en el octavo puesto. Para la temporada 19 tuvo de pareja al actor y modelo Antonio Sabàto Jr., siendo la sexta pareja eliminada y terminando en el octavo puesto. Durante la final de la temporada, Burke anunció su retiro del programa. Luego de varias temporadas ausente, se anunció su regreso al programa para competir en la temporada 23, donde tuvo como pareja al nadador olímpico Ryan Lochte, siendo eliminados en la octava semana y quedando en el séptimo puesto. Después de estar ausente una temporada, ella regresó al programa en la temporada 25, teniendo como pareja al exjugador de la NFL, Terrell Owens; ambos fueron los octavos eliminados de la competencia y terminaron en el sexto puesto.
Regresó para la temporada 27 luego de una temporada ausente, siendo emparejada con el actor de Fuller House, Juan Pablo Di Pace; ellos fueron sorprendentemente eliminados en una doble eliminación a pesar de haber sido la pareja con los más altos puntajes, terminando en el quinto puesto. Ese mismo año, Burke formó parte de la serie derivada Dancing with the Stars: Juniors, donde fue la mentora del hijo de Stevie Wonder y diseñador de modas, Mandla Morris, y la bailarina Brightyn Brems; ellos quedaron en el quinto puesto. Tuvo como pareja para la temporada 28 al ex apoyador de la NFL, Ray Lewis; sin embargo, en la tercera semana, la pareja se retiró de la competencia debido a que Lewis sufrió una lesión, quedando así en el undécimo puesto. Para la temporada 29 fue emparejada con el cantante de los Backstreet Boys, AJ McLean, siendo eliminados en la novena semana y terminando en el séptimo puesto.
Fue emparejada en la temporada 30 con el instructor de Pelotón y personalidad de fitness Cody Rigsby, con quien logró llegar hasta la semana final y ubicándose en el tercer puesto. Para la temporada 31 tuvo como pareja al meteorólogo de Good Morning America, Sam Champion, ambos siendo eliminados en la cuarta semana y terminando en el decimotercer puesto. El 20 de noviembre de 2022, Burke anunció su retiro del programa luego de 26 temporadas.
| Temporada                                        | Pareja                | Puesto | Promedio |
| ------------------------------------------------ | --------------------- | ------ | -------- |
| 2                                                | Drew Lachey           | 1.º    | 27.73    |
| 3                                                | Emmitt Smith          | 1.º    | 26.80    |
| 4                                                | Ian Ziering           | 4.º    | 24.83    |
| 5                                                | Wayne Newton          | 10.º   | 17.30    |
| 6                                                | Cristián de la Fuente | 3.º    | 25.21    |
| 7                                                | Maurice Greene        | 5.º    | 22.91    |
| 8                                                | Gilles Marini         | 2.º    | 28.06    |
| 9                                                | Tom DeLay             | 13.º   | 16.33    |
| 10                                               | Chad Ochocinco        | 4.º    | 22.23    |
| 11                                               | Rick Fox              | 6.º    | 22.77    |
| 12                                               | Chris Jericho         | 7.º    | 22.33    |
| 13                                               | Rob Kardashian        | 2.º    | 25.13    |
| 14                                               | William Levy          | 3.º    | 27.47    |
| 15                                               | Emmitt Smith          | 4.º    | 26.75    |
| 16                                               | D.L. Hughley          | 9.º    | 16.60    |
| 17                                               | Jack Osbourne         | 3.º    | 26.06    |
| 18                                               | Drew Carey            | 8.º    | 22.00    |
| 19                                               | Antonio Sabato, Jr.   | 8.º    | 21.47*   |
| 23                                               | Ryan Lochte           | 7.º    | 21.75*   |
| 25                                               | Terrell Owens         | 6.º    | 22.82    |
| 27                                               | Juan Pablo Di Pace    | 5.º    | 27.55    |
| 28                                               | Ray Lewis             | 11.º   | 15.00    |
| 29                                               | AJ McLean             | 7.º    | 22.89    |
| 30                                               | Cody Rigsby           | 3.º    | 24.06*   |
| 31                                               | Sam Champion          | 13.º   | 18.00*   |
| * Promedios ajustados a una escala de 30 puntos. |                       |        |          |

- Temporada 2 con Drew Lachey

| Semana        | Baile / Canción                            | Puntajes de los jueces | Puntajes de los jueces | Puntajes de los jueces | Resultado |
| Semana        | Baile / Canción                            | C. I.                  | L. G.                  | B. T.                  | Resultado |
| ------------- | ------------------------------------------ | ---------------------- | ---------------------- | ---------------------- | --------- |
| 1             | Chachachá / «She Bangs»                    | 8                      | 8                      | 8                      | Salvados  |
| 2             | Quickstep / «Neutron Dance»                | 9                      | 9                      | 9                      | Salvados  |
| 3             | Jive / «Crazy Little Thing Called Love»    | 9                      | 9                      | 9                      | Salvados  |
| 4             | Pasodoble / «Thriller»                     | 9                      | 9                      | 10                     | Salvados  |
| 5             | Samba / «Dirrty»                           | 9                      | 9                      | 9                      | Salvados  |
| 5             | Grupo de Salsa / «Rhythm Is Gonna Get You» | Sin puntos extras      | Sin puntos extras      | Sin puntos extras      | Salvados  |
| 6             | Tango / «Shut Up»                          | 10                     | 10                     | 10                     | Salvados  |
| 6             | Grupo de Vals vienés / «Fallin'»           | Sin puntos extras      | Sin puntos extras      | Sin puntos extras      | Salvados  |
| 7 (Semifinal) | Foxtrot / «It Had to Be You»               | 9                      | 9                      | 8                      | Salvados  |
| 7 (Semifinal) | Rumba / «Total Eclipse of the Heart»       | 10                     | 9                      | 10                     | Salvados  |
| 8 (Final)     | Pasodoble / «Thriller»                     | 10                     | 10                     | 10                     | Ganadores |
| 8 (Final)     | Freestyle / «Save a Horse (Ride a Cowboy)» | 10                     | 10                     | 10                     | Ganadores |
| 8 (Final)     | Jive / «Hound Dog»                         | 9                      | 9                      | 9                      | Ganadores |

- Temporada 3 con Emmitt Smith

| Semana        | Baile / Canción                                   | Puntajes de los jueces | Puntajes de los jueces | Puntajes de los jueces | Resultado        |
| Semana        | Baile / Canción                                   | C. I.                  | L. G.                  | B. T.                  | Resultado        |
| ------------- | ------------------------------------------------- | ---------------------- | ---------------------- | ---------------------- | ---------------- |
| 1             | Chachachá / «Son of a Preacher Man»               | 8                      | 8                      | 8                      | Salvados         |
| 2             | Quickstep / «Black Horse and the Cherry Tree»     | 8                      | 8                      | 8                      | Salvados         |
| 3             | Tango / «Simply Irresistible»                     | 7                      | 6                      | 6                      | Salvados         |
| 4             | Pasodoble / «España cañí»                         | 8                      | 8                      | 8                      | Salvados         |
| 5             | Samba / «Cha Cha»                                 | 9                      | 9                      | 9                      | Salvados         |
| 6             | Jive / «Lewis Boogie Blues»                       | 8                      | 8                      | 9                      | Salvados         |
| 6             | Grupo de Disco / «Don't Stop 'til You Get Enough» | Sin puntos extras      | Sin puntos extras      | Sin puntos extras      | Salvados         |
| 7             | Vals / «Hushabye Mountain»                        | 10                     | 9                      | 9                      | Salvados         |
| 7             | Mambo / «Que Bueno Baila Usted»                   | 10                     | 10                     | 9                      | Salvados         |
| 8             | Foxtrot / «Witchcraft»                            | 8                      | 8                      | 9                      | Salvados         |
| 8             | Rumba / «Spooky»                                  | 9                      | 10                     | 10                     | Salvados         |
| 9 (Semifinal) | Vals / «At This Moment»                           | 9                      | 10                     | 10                     | Últimos salvados |
| 9 (Semifinal) | Chachachá / «Dance to the Music»                  | 10                     | 10                     | 10                     | Últimos salvados |
| 10 (Final)    | Samba / «Sir Duke»                                | 10                     | 10                     | 10                     | Ganadores        |
| 10 (Final)    | Mambo / «Que Bueno Baila Usted»                   | 10                     | 10                     | 10                     | Ganadores        |
| 10 (Final)    | Freestyle / «U Can't Touch This»                  | 10                     | 10                     | 9                      | Ganadores        |

- Temporada 4 con Ian Ziering

| Semana        | Baile / Canción                     | Puntajes de los jueces | Puntajes de los jueces | Puntajes de los jueces | Resultado       |
| Semana        | Baile / Canción                     | C. I.                  | L. G.                  | B. T.                  | Resultado       |
| ------------- | ----------------------------------- | ---------------------- | ---------------------- | ---------------------- | --------------- |
| 1             | Chachachá / «Mony Mony»             | 7                      | 7                      | 7                      | Sin eliminación |
| 2             | Quickstep / «Don't Get Me Wrong»    | 7                      | 8                      | 7                      | Salvados        |
| 3             | Jive / «Hard Headed Woman»          | 8                      | 8                      | 8                      | Salvados        |
| 4             | Vals / «He Was Beautiful»           | 7                      | 9                      | 8                      | Salvados        |
| 5             | Samba / «Dance Like This»           | 8                      | 8                      | 8                      | Salvados        |
| 6             | Pasodoble / «Waiting for Tonight»   | 8                      | 8                      | 8                      | Salvados        |
| 6             | Grupo de Swing / «Rock This Town»   | Sin puntos extras      | Sin puntos extras      | Sin puntos extras      | Salvados        |
| 7             | Tango / «Holding Out for a Hero»    | 9                      | 9                      | 9                      | Salvados        |
| 7             | Mambo / «Gimme the Light»           | 9                      | 9                      | 9                      | Salvados        |
| 8             | Foxtrot / «Baby, It's Cold Outside» | 8                      | 7                      | 7                      | Salvados        |
| 8             | Rumba / «Imagine»                   | 8                      | 8                      | 9                      | Salvados        |
| 9 (Semifinal) | Tango / «Maneater»                  | 9                      | 10                     | 9                      | Eliminados      |
| 9 (Semifinal) | Jive / «All Shook Up»               | 10                     | 10                     | 10                     | Eliminados      |

- Temporada 5 con Wayne Newton

| Semana | Baile / Canción                                         | Puntajes de los jueces | Puntajes de los jueces | Puntajes de los jueces | Resultado   |
| Semana | Baile / Canción                                         | C. I.                  | L. G.                  | B. T.                  | Resultado   |
| ------ | ------------------------------------------------------- | ---------------------- | ---------------------- | ---------------------- | ----------- |
| 1      | Chachachá / «You're the First, the Last, My Everything» | 6                      | 7                      | 6                      | Salvados    |
| 2      | Quickstep / «Viva Las Vegas»                            | 5                      | 5                      | 5                      | Dos últimos |
| 3      | Tango / «La Cumparsita»                                 | 6                      | 6                      | 6                      | Eliminados  |

- Temporada 6 con Cristián de la Fuente

| Semana        | Baile / Canción                        | Puntajes de los jueces | Puntajes de los jueces | Puntajes de los jueces | Resultado        |
| Semana        | Baile / Canción                        | C. I.                  | L. G.                  | B. T.                  | Resultado        |
| ------------- | -------------------------------------- | ---------------------- | ---------------------- | ---------------------- | ---------------- |
| 1             | Chachachá / «Bang Bang»                | 7                      | 7                      | 7                      | Sin eliminación  |
| 2             | Quickstep / «Americano»                | 7                      | 6                      | 7                      | Últimos salvados |
| 3             | Jive / «Don't Stop Me Now»             | 8                      | 8                      | 9                      | Salvados         |
| 4             | Pasodoble / «La Virgen de la Macarena» | 9                      | 8                      | 9                      | Salvados         |
| 5             | Rumba / «If You're Not the One»        | 7                      | 8                      | 8                      | Dos últimos      |
| 6             | Foxtrot / «Come Fly with Me»           | 9                      | 9                      | 9                      | Salvados         |
| 6             | Grupo de Two-step / «Cotton Eye Joe»   | Sin puntos extras      | Sin puntos extras      | Sin puntos extras      | Salvados         |
| 7             | Vals vienés / «I'll Make Love to You»  | 8                      | 8                      | 9                      | Salvados         |
| 7             | Samba / «Sobe Son»                     | 7                      | 7                      | 7                      | Salvados         |
| 8             | Tango / «Beat It»                      | 10                     | 9                      | 9                      | Salvados         |
| 8             | Mambo / «Saca Tu Mujer»                | 10                     | 9                      | 10                     | Salvados         |
| 9 (Semifinal) | Vals vienés / «Satellite»              | 9                      | 9                      | 9                      | Últimos salvados |
| 9 (Semifinal) | Samba / «Sweetheart From Venezuela»    | 10                     | 9                      | 10                     | Últimos salvados |
| 10 (Final)    | Chachachá / «Dancing on the Ceiling»   | 8                      | 9                      | 9                      | Tercer puesto    |
| 10 (Final)    | Freestyle / «Suavemente»               | 9                      | 8                      | 9                      | Tercer puesto    |

- Temporada 7 con Maurice Greene

| 1                                                                       | Foxtrot / «Doing it to Death»        | 6                 | 6                 | 6                 | Salvados   |
| 1                                                                       | Mambo / «I Do the Jerk»              | 7                 | 7                 | 7                 | Salvados   |
| 2                                                                       | Rumba / «Mercy Mercy Me»             | 7                 | 6                 | 6                 | Salvados   |
| 3                                                                       | Jive / «Rock Around the Clock»       | 8                 | 8                 | 8                 | Salvados   |
| 4                                                                       | Samba / «That's the Way (I Like It)» | 6                 | 7                 | 7                 | Salvados   |
| 5                                                                       | Salsa / «Everything I Can't Have»    | 9                 | 9                 | 9                 | Salvados   |
| 6                                                                       | Vals vienés / «Gravity»              | 7                 | 7                 | 7                 | Salvados   |
| 6                                                                       | Grupo de Hip-hop / «It Takes Two»    | Sin puntos extras | Sin puntos extras | Sin puntos extras | Salvados   |
| 7                                                                       | Chachachá / «Cupid Shuffle»          | 8                 | 9                 | 8                 | Salvados   |
| 7                                                                       | Pasodoble en equipo / «Rocks»        | 10                | 9                 | 10                | Salvados   |
| 8                                                                       | Quickstep / «Puttin' on the Ritz»    | 8                 | 8                 | 8                 | Eliminados |
| 8                                                                       | Pasodoble / «Let It Rock»            | 8                 | 8                 | 8                 | Eliminados |
| 1Puntaje dado por el juez invitado Michael Flatley en lugar de Goodman. |                                      |                   |                   |                   |            |

- Temporada 8 con Gilles Marini

| Semana         | Baile / Canción                            | Puntajes de los jueces | Puntajes de los jueces | Puntajes de los jueces | Resultado       |
| Semana         | Baile / Canción                            | C. I.                  | L. G.                  | B. T.                  | Resultado       |
| -------------- | ------------------------------------------ | ---------------------- | ---------------------- | ---------------------- | --------------- |
| 1              | Chachachá / «Addicted to Love»             | 8                      | 8                      | 8                      | Sin eliminación |
| 2              | Quickstep / «Kryptonite»                   | 9                      | 9                      | 9                      | Salvados        |
| 3              | Samba / «El Matador»                       | 9                      | 9                      | 9                      | Salvados        |
| 4              | Tango argentino / «Assassin's Tango»       | 10                     | 10                     | 10                     | Salvados        |
| 5              | Pasodoble / «Habanera»                     | 10                     | 9                      | 10                     | Salvados        |
| 6              | Jive / «Dance, Dance»                      | 9                      | 8                      | 9                      | Salvados        |
| 7              | Vals vienés / «I Go to Sleep»              | 9                      | 9                      | 9                      | Salvados        |
| 7              | Grupo de Swing / «The Clapping Song»       | Sin puntos extras      | Sin puntos extras      | Sin puntos extras      | Salvados        |
| 8              | Lindy Hop / «Go Daddy-O»                   | 9                      | 9                      | 9                      | Salvados        |
| 8              | Tango / «Womanizer»                        | 9                      | 9                      | 10                     | Salvados        |
| 9              | Foxtrot / «Fever»                          | 10                     | 9                      | 10                     | Salvados        |
| 9              | Rumba / «Sexual Healing»                   | 9                      | 9                      | 9                      | Salvados        |
| 10 (Semifinal) | Vals / «Come Away with Me»                 | 10                     | 10                     | 10                     | Salvados        |
| 10 (Semifinal) | Salsa / «I Know You Want Me (Calle Ocho)»  | 10                     | 10                     | 10                     | Salvados        |
| 11 (Final)     | Pasodoble / «So What»                      | 10                     | 10                     | 10                     | Segundo puesto  |
| 11 (Final)     | Freestyle / «Flashdance... What a Feeling» | 9                      | 10                     | 9                      | Segundo puesto  |
| 11 (Final)     | Tango argentino / «Assassin's Tango»       | 10                     | 10                     | 10                     | Segundo puesto  |

- Temporada 9 con Tom DeLay

| Semana                                                               | Baile / Canción                         | Puntajes de los jueces | Puntajes de los jueces | Puntajes de los jueces | Resultado |
| Semana                                                               | Baile / Canción                         | C. I.                  | L. G.                  | B. T.                  | Resultado |
| -------------------------------------------------------------------- | --------------------------------------- | ---------------------- | ---------------------- | ---------------------- | --------- |
| 1                                                                    | Chachachá / «Wild Thing»                | 6                      | 5                      | 5                      | Salvados  |
| 1                                                                    | Relevo de Vals vienés / «I Am Your Man» | 4 puntos extras        | 4 puntos extras        | 4 puntos extras        | Salvados  |
| 2                                                                    | Tango / «Por una cabeza»                | 6                      | 61                     | 6                      | Salvados  |
| 3                                                                    | Samba / «Why Can't We Be Friends?»      | 6                      | 4                      | 5                      | Retirados |
| 1Puntaje dado por el juez invitado Baz Luhrmann en lugar de Goodman. |                                         |                        |                        |                        |           |

- Temporada 10 con Chad Ochocinco

| Semana                                                                                      | Baile / Canción                             | Puntajes de los jueces | Puntajes de los jueces | Puntajes de los jueces | Resultado        |
| Semana                                                                                      | Baile / Canción                             | C. I.                  | L. G.                  | B. T.                  | Resultado        |
| ------------------------------------------------------------------------------------------- | ------------------------------------------- | ---------------------- | ---------------------- | ---------------------- | ---------------- |
| 1                                                                                           | Chachachá / «It's Just Begun»               | 6                      | 6                      | 6                      | Sin eliminación  |
| 2                                                                                           | Foxtrot / «100 Years»                       | 6                      | 5                      | 5                      | Salvados         |
| 3                                                                                           | Pasodoble / «Canción del Mariachi»          | 7                      | 6                      | 7                      | Salvados         |
| 41                                                                                          | Rumba / «Try Sleeping with a Broken Heart»  | 7/8                    | 6/7                    | 8/8                    | Salvados         |
| 5                                                                                           | Quickstep / «The Bare Necessities»          | 6                      | 6                      | 6                      | Salvados         |
| 6                                                                                           | Tango argentino / «El Sonido de la Milonga» | 8                      | 8                      | 8                      | Salvados         |
| 6                                                                                           | Maratón de Swing / «In the Mood»            | 7 puntos extras        | 7 puntos extras        | 7 puntos extras        | Salvados         |
| 7                                                                                           | Vals vienés / «Sparks»                      | 8                      | 9                      | 8                      | Salvados         |
| 7                                                                                           | Chachachá en equipo / «Telephone»           | 9                      | 9                      | 9                      | Salvados         |
| 8                                                                                           | Tango / «Sweet Dreams»                      | 7                      | 7                      | 7                      | Últimos salvados |
| 8                                                                                           | Jive / «Love Man»                           | 8                      | 8                      | 8                      | Últimos salvados |
| 9 (Semifinal)                                                                               | Vals / «If You Don't Know Me By Now»        | 9                      | 9                      | 9                      | Eliminados       |
| 9 (Semifinal)                                                                               | Samba / «Alejandro»                         | 8                      | 8                      | 9                      | Eliminados       |
| 1Esta semana se recibió dos puntajes, uno por la ejecución técnica y otro por el desempeño. |                                             |                        |                        |                        |                  |

- Temporada 11 con Rick Fox

| Semana | Baile / Canción                               | Puntajes de los jueces | Puntajes de los jueces | Puntajes de los jueces | Resultado        |
| Semana | Baile / Canción                               | C. I.                  | L. G.                  | B. T.                  | Resultado        |
| --- | --------------------------------------------- | ---------------------- | ---------------------- | ---------------------- | ---------------- |
| 1 | Vals vienés / «Crazy»                         | 8                      | 7                      | 7                      | Salvados         |
| 2 | Jive / «Tush»                                 | 7                      | 7                      | 7                      | Salvados         |
| 3 | Samba / «Whine Up»                            | 8                      | 8                      | 8                      | Salvados         |
| 41 | Tango argentino / «Violentango»               | 6/6                    | 7/7                    | 6/7                    | Salvados         |
| 5 | Rumba / «Hills Street Blues Theme»            | 8                      | 8                      | 8                      | Últimos salvados |
| 6 | Tango / «You Really Got Me»                   | 8                      | 8                      | 8                      | Salvados         |
| 6 | Maratón de Rock and roll / «La Grange»        | 6 puntos extras        | 6 puntos extras        | 6 puntos extras        | Salvados         |
| 7 | Chachachá en equipo / «Workin' Day and Night» | 8                      | 8                      | 8                      | Eliminados       |
| 7 | Quickstep / «Hey Pachuco»                     | 102/9                  | 9                      | 9                      | Eliminados       |
| 1Esta semana se recibió dos puntajes, uno por la ejecución técnica y otro por el desempeño. 2Puntaje dado por el juez invitado Hélio Castroneves. |                                               |                        |                        |                        |                  |

- Temporada 12 con Chris Jericho

| Semana | Baile / Canción                                | Puntajes de los jueces | Puntajes de los jueces | Puntajes de los jueces | Resultado        |
| Semana | Baile / Canción                                | C. I.                  | L. G.                  | B. T.                  | Resultado        |
| ------ | ---------------------------------------------- | ---------------------- | ---------------------- | ---------------------- | ---------------- |
| 1      | Chachachá / «Should I Stay or Should I Go»     | 7                      | 6                      | 6                      | Sin eliminación  |
| 2      | Quickstep / «I Got Rhythm»                     | 8                      | 7                      | 8                      | Salvados         |
| 3      | Rumba / «Let It Be»                            | 7                      | 7                      | 7                      | Últimos salvados |
| 4      | Pasodoble / «In the Hall of the Mountain King» | 8                      | 7                      | 8                      | Salvados         |
| 5      | Vals vienés / «America The Beautiful»          | 9                      | 8                      | 9                      | Últimos salvados |
| 6      | Tango / «Don't Stop Believin'»                 | 7                      | 8                      | 7                      | Eliminados       |

- Temporada 13 con Rob Kardashian

| Semana        | Baile / Canción                                   | Puntajes de los jueces | Puntajes de los jueces | Puntajes de los jueces | Resultado        |
| Semana        | Baile / Canción                                   | C. I.                  | L. G.                  | B. T.                  | Resultado        |
| ------------- | ------------------------------------------------- | ---------------------- | ---------------------- | ---------------------- | ---------------- |
| 1             | Vals vienés / «Lake Michigan»                     | 6                      | 5                      | 5                      | Salvados         |
| 2             | Jive / «Surfin' Safari»                           | 7                      | 7                      | 7                      | Salvados         |
| 3             | Foxtrot / «Fly Me to the Moon»                    | 8                      | 8                      | 8                      | Salvados         |
| 4             | Pasodoble / «Theme from Superman»                 | 8                      | 8                      | 8                      | Últimos salvados |
| 5             | Rumba / «Hello»                                   | 9                      | 8                      | 8                      | Salvados         |
| 6             | Chachachá / «Walk Like a Man»                     | 8                      | 7                      | 7                      | Salvados         |
| 6             | Grupo de Broadway / «Big Spender» & «Money Money» | Sin puntos extras      | Sin puntos extras      | Sin puntos extras      | Salvados         |
| 7             | Tango / «The Addams Family Them»<                 | 9                      | 8                      | 8                      | Salvados         |
| 7             | Pasodoble en equipo / «Bring Me to Life»          | 9                      | 8                      | 9                      | Salvados         |
| 8             | Quickstep / «Take on Me»                          | 9                      | 9                      | 9                      | Últimos salvados |
| 8             | Jive / «Maneater»                                 | 8                      | 8                      | 8                      | Últimos salvados |
| 9 (Semifinal) | Samba / «I Go to Rio»                             | 10                     | 9                      | 9                      | Salvados         |
| 9 (Semifinal) | Tango argentino / «Libertango»                    | 9                      | 9                      | 9                      | Salvados         |
| 9 (Semifinal) | Relevo de Chachachá / «I Like How It Feels»       | 10 puntos extras       | 10 puntos extras       | 10 puntos extras       | Salvados         |
| 10 (Final)    | Vals / «It Is You (I Have Loved)»                 | 9                      | 9                      | 9                      | Salvados         |
| 10 (Final)    | Freestyle / «Minnie the Moocher»                  | 10                     | 10                     | 10                     | Salvados         |
| 10 (Final)    | Foxtrot / «Fly Me to the Moon»                    | 26 puntos extras       | 26 puntos extras       | 26 puntos extras       | Salvados         |
| 10 (Final)    | Samba / «Shake Your Bon-Bon»                      | 10                     | 10                     | 10                     | Segundo puesto   |

- Temporada 14 con William Levy

| Semana        | Baile / Canción                           | Puntajes de los jueces | Puntajes de los jueces | Puntajes de los jueces | Resultado       |
| Semana        | Baile / Canción                           | C. I.                  | L. G.                  | B. T.                  | Resultado       |
| ------------- | ----------------------------------------- | ---------------------- | ---------------------- | ---------------------- | --------------- |
| 1             | Chachachá / «International Love»          | 8                      | 8                      | 8                      | Sin eliminación |
| 2             | Quickstep / «Nice Work If You Can Get It» | 9                      | 7                      | 9                      | Salvados        |
| 3             | Salsa / «La Vida es un Carnaval»          | 9                      | 9                      | 10                     | Salvados        |
| 4             | Jive / «We're Not Gonna Take It»          | 7                      | 7                      | 8                      | Salvados        |
| 5             | Tango argentino / «Buttons»               | 10                     | 9                      | 10                     | Salvados        |
| 6             | Rumba / «Being with You»                  | 9                      | 8                      | 10                     | Salvados        |
| 6             | Maratón de Motown / «Nowhere to Run»      | 9 puntos extras        | 9 puntos extras        | 9 puntos extras        | Salvados        |
| 7             | Vals vienés / «Ave Maria»                 | 9                      | 9                      | 9                      | Salvados        |
| 7             | Pasodoble en equipo / «O Fortuna»         | 9                      | 8                      | 9                      | Salvados        |
| 8             | Foxtrot / «Stray Cat Strut»               | 10                     | 10                     | 10                     | Salvados        |
| 8             | Pasodoble en trío / «Diablo Rojo»         | 9                      | 9                      | 9                      | Salvados        |
| 9 (Semifinal) | Tango / «Sweet Dreams (Are Made of This)» | 9                      | 9                      | 10                     | Salvados        |
| 9 (Semifinal) | Samba / «Magalenha»                       | 10                     | 10                     | 10                     | Salvados        |
| 10 (Final)    | Chachachá / «Raise Your Glass»            | 10                     | 10                     | 10                     | Tercer puesto   |
| 10 (Final)    | Freestyle / «Objection (Tango)»           | 10                     | 9                      | 10                     | Tercer puesto   |
| 10 (Final)    | Salsa / «Juventud de Presente»            | 10                     | 10                     | 10                     | Tercer puesto   |

- Temporada 15 con Emmitt Smith

| Semana                                          | Baile / Canción                                                                     | Puntajes de los jueces | Puntajes de los jueces | Puntajes de los jueces | Resultado       |
| Semana                                          | Baile / Canción                                                                     | C. I.                  | L. G.                  | B. T.                  | Resultado       |
| ----------------------------------------------- | ----------------------------------------------------------------------------------- | ---------------------- | ---------------------- | ---------------------- | --------------- |
| 1                                               | Chachachá / «Chain of Fools»                                                        | 8.0                    | 8.5                    | 8.0                    | Salvados        |
| 2                                               | Quickstep / «A Cool Cat In Town»                                                    | 7.5                    | 7.5                    | 7.5                    | Salvados        |
| 3                                               | Pasodoble / «Canción del Mariachi»                                                  | 8.5                    | 8.0                    | 8.5                    | Salvados        |
| 4                                               | Bolero / «Better in Time»                                                           | 9.0                    | 9.0/9.01               | 9.0                    | Salvados        |
| 5                                               | Samba / «Copacabana»                                                                | 9.5                    | 9.5                    | 10                     | Sin eliminación |
| 5                                               | Freestyle en equipo / «Gangnam Style»                                               | 9.0                    | 9.0                    | 9.0                    | Sin eliminación |
| 6                                               | Foxtrot / «Islands in the Stream»                                                   | 8.5                    | 8.5                    | 9.5                    | Salvados        |
| 6                                               | Grupo de Freestyle / «Save a Horse (Ride a Cowboy)» & «I Play Chicken with a Train» | Sin puntos extras      | Sin puntos extras      | Sin puntos extras      | Salvados        |
| 7                                               | Rumba & Samba fusión / «Fine By Me»                                                 | 8.5                    | 9.5                    | 9.5                    | Sin eliminación |
| 7                                               | Maratón de Swing / «Do Your Thing»                                                  | 7 puntos extras        | 7 puntos extras        | 7 puntos extras        | Sin eliminación |
| 8                                               | Vals vienés / «Love Letters»                                                        | 9.0                    | 9.5                    | 9.5                    | Salvados        |
| 8                                               | Salsa en trío / «Mr. Saxobeat»                                                      | 10                     | 10                     | 10                     | Salvados        |
| 9 (Semifinal)                                   | Tango / «Leave me Alone»                                                            | 9.0                    | 9.0                    | 9.0                    | Eliminados      |
| 9 (Semifinal)                                   | Lindy Hop / «Secret Agent Man»                                                      | 9.0                    | 9.0                    | 9.0                    | Eliminados      |
| 1Puntaje dado por la juez invitada Paula Abdul. |                                                                                     |                        |                        |                        |                 |

- Temporada 16 con D. L. Hughley

| Semana | Baile / Canción                                                  | Puntajes de los jueces | Puntajes de los jueces | Puntajes de los jueces | Resultado       |
| Semana | Baile / Canción                                                  | C. I.                  | L. G.                  | B. T.                  | Resultado       |
| ------ | ---------------------------------------------------------------- | ---------------------- | ---------------------- | ---------------------- | --------------- |
| 1      | Chachachá / «Low»                                                | 4                      | 4                      | 4                      | Sin eliminación |
| 2      | Quickstep / «It Don't Mean a Thing (If It Ain't Got That Swing)» | 5                      | 5                      | 6                      | Salvados        |
| 3      | Grupo de Freestyle / «The Rockafeller Skank»                     | Sin puntos extras      | Sin puntos extras      | Sin puntos extras      | Salvados        |
| 3      | Salsa / «Get Up (I Feel Like Being a) Sex Machine»               | 6                      | 5                      | 5                      | Salvados        |
| 4      | Foxtrot / «I Just Want to Make Love to You»                      | 7                      | 7                      | 7                      | Salvados        |
| 5      | Tango / «Love Letter»                                            | 6                      | 6                      | 6                      | Eliminados      |

- Temporada 17 con Jack Osbourne

| Semana | Baile / Canción                                          | Puntajes de los jueces | Puntajes de los jueces | Puntajes de los jueces | Resultado        |
| Semana | Baile / Canción                                          | C. I.                  | L. G.                  | B. T.                  | Resultado        |
| --- | -------------------------------------------------------- | ---------------------- | ---------------------- | ---------------------- | ---------------- |
| 1 | Foxtrot / «Pack Up»                                      | 8                      | 8                      | 7                      | Sin eliminación  |
| 2 | Rumba / «Mad World»                                      | 8                      | 8                      | 8                      | Salvados         |
| 3 | Chachachá / «Hollywood Swinging»                         | 7                      | 7                      | 8                      | Salvados         |
| 4 | Quickstep / «Man Like That»                              | 8                      | 81                     | 8                      | Salvados         |
| 5 | Vals / «I'm Kissing You»                                 | 9                      | 9                      | 9                      | Salvados         |
| 6 | Pasodoble / «Conquest»                                   | 8                      | 9                      | 8                      | Sin eliminación  |
| 6 | Reto de cambio / Varias                                  | 2 puntos extras        | 2 puntos extras        | 2 puntos extras        | Sin eliminación  |
| 7 | Jive / «Going Up the Country»                            | 10                     | 8                      | 9                      | Salvados         |
| 7 | Freestyle en equipo / «The Fox (What Does the Fox Say?)» | 10                     | 10                     | 10                     | Salvados         |
| 8 | Tango / «The Beat Goes On»                               | 9                      | 92                     | 9                      | Últimos salvados |
| 8 | Duelo de Disco / «Song for the Lonely»                   | 3 puntos extras        | 3 puntos extras        | 3 puntos extras        | Últimos salvados |
| 9 | Vals vienés / «Let Me Go»                                | 10                     | 10                     | 9                      | Salvados         |
| 9 | Samba en trío / «I Wan'na Be Like You»                   | 8                      | 8                      | 9                      | Salvados         |
| 10 (Semifinal) | Jazz / «Roxanne»                                         | 8                      | 8/93                   | 8                      | Salvados         |
| 10 (Semifinal) | Tango argentino / «Roxanne»                              | 10                     | 9/93                   | 10                     | Salvados         |
| 11 (Final) | Jive / «Going Up the Country»                            | 8                      | 8                      | 8                      | Últimos salvados |
| 11 (Final) | Revelo de Samba / «No Scrubs»                            | 3 puntos extras        | 3 puntos extras        | 3 puntos extras        | Últimos salvados |
| 11 (Final) | Freestyle / «Top Hat, White Tie and Tails»               | 10                     | 10                     | 10                     | Últimos salvados |
| 11 (Final) | Pasodoble & Salsa fusión / «Sexy People (The Fiat Song)» | 9                      | 9                      | 9                      | Tercer puesto    |
| 1Puntaje dado por la juez invitada Julianne Hough en lugar de Goodman. 2Puntaje dado por la juez invitada Cher en lugar de Goodman. 3Puntaje dado por el juez invitado Maksim Chmerkovskiy. |                                                          |                        |                        |                        |                  |

- Temporada 18 con Drew Carey

| Semana | Baile / Canción                        | Puntajes de los jueces | Puntajes de los jueces | Puntajes de los jueces | Puntajes de los jueces | Resultado       |
| Semana | Baile / Canción                        | C. I.                  | L. G.                  | Inv.1                  | B. T.                  | Resultado       |
| --- | -------------------------------------- | ---------------------- | ---------------------- | ---------------------- | ---------------------- | --------------- |
| 1 | Foxtrot / «Money (That's What I Want)» | 7                      | 7                      | —                      | 7                      | Sin eliminación |
| 2 | Jive / «You Can't Sit Down»            | 7                      | 7                      | —                      | 7                      | Salvados        |
| 3 | Vals / «Fade into You»                 | 7                      | 7                      | 8                      | 8                      | Salvados        |
| 42 | Chachachá / «Sugarfoot»                | 8                      | 8                      | 9                      | 8                      | Sin eliminación |
| 5 | Quickstep / «Friend Like Me»           | 7                      | 7                      | 7                      | 7                      | Salvados        |
| 6 | Tango / «Super Freak»                  | 8                      | 7                      | 9                      | 8                      | Eliminados      |
| 1En orden: Robin Roberts, Julianne Hough, Donny Osmond y Redfoo. 2Por los «cambios de pareja», Carey bailó con Witney Carson y Burke con James Maslow. |                                        |                        |                        |                        |                        |                 |

- Temporada 19 con Antonio Sabato, Jr.

| Semana | Baile / Canción                                           | Puntajes de los jueces | Puntajes de los jueces | Puntajes de los jueces | Puntajes de los jueces | Resultado       |
| Semana | Baile / Canción                                           | C. I.                  | L. G.                  | J. H.                  | B. T.                  | Resultado       |
| --- | --------------------------------------------------------- | ---------------------- | ---------------------- | ---------------------- | ---------------------- | --------------- |
| 1 | Chachachá / «Tonight (I'm Lovin' You)»                    | 6                      | 6                      | 6                      | 7                      | Salvados        |
| 2 | Rumba / «Adorn»                                           | 8                      | 7                      | 8                      | 8                      | Salvados        |
| 3 | Foxtrot / «Ain't No Mountain High Enough»                 | 7                      | 71                     | 7                      | 8                      | Salvados        |
| 4 | Samba / «Love Will Never Do (Without You)»                | 7                      | 82                     | 7                      | 7                      | Salvados        |
| 53 | Bollywood / «One Two Three Four (Get On The Dance Floor)» | 8                      | 64                     | 7                      | 7                      | Sin eliminación |
| 6 | Salsa / «Bailando»                                        | 7                      | 75                     | 7                      | 7                      | Salvados        |
| 7 | Vals vienés / «I Put a Spell on You»                      | 6                      | 7                      | 7                      | 7                      | Eliminados      |
| 7 | Freestyle en equipo / «Time Warp»                         | 8                      | 8                      | 8                      | 8                      | Eliminados      |
| 1Puntaje dado por el juez invitado Kevin Hart en lugar de Goodman. 2Puntaje dado por el público en lugar de Goodman. 3Por los «cambios de pareja», Sabàto Jr. bailó con Allison Holker y Burke con Alfonso Ribeiro. 4Puntaje dado por la juez invitada Jessie J en lugar de Goodman. 5Puntaje dado por el juez invitado Pitbull en lugar de Goodman. |                                                           |                        |                        |                        |                        |                 |

- Temporada 23 con Ryan Lochte

| Semana                                                          | Baile / Canción                            | Puntajes de los jueces | Puntajes de los jueces | Puntajes de los jueces | Puntajes de los jueces | Resultado        |
| Semana                                                          | Baile / Canción                            | C. I.                  | L. G.                  | J. H.                  | B. T.                  | Resultado        |
| --------------------------------------------------------------- | ------------------------------------------ | ---------------------- | ---------------------- | ---------------------- | ---------------------- | ---------------- |
| 1                                                               | Foxtrot / «Call Me Irresponsible»          | 6                      | 6                      | 6                      | 6                      | Sin eliminación  |
| 2                                                               | Quickstep / «The Muppet Show Theme»        | 6                      | 6                      | 6                      | 6                      | Últimos salvados |
| 3                                                               | Chachachá / «If It Ain't Love»             | 6                      | 7                      | 6                      | 6                      | Salvados         |
| 4                                                               | Vals vienés / «Jeux d'Eau»                 | 7                      | —                      | 7                      | 8                      | Salvados         |
| 5                                                               | Contemporáneo / «A Song for You»           | 8                      | —                      | 8                      | 8                      | Sin eliminación  |
| 6                                                               | Salsa / «La Negra Tiene Tumbao»            | 7                      | 81                     | 8                      | 7                      | Salvados         |
| 7                                                               | Rumba / «I Don't Want to Miss a Thing»     | 7                      | 7                      | 7                      | 7                      | Salvados         |
| 7                                                               | Freestyle en equipo / «The Skye Boat Song» | 10                     | 9                      | 9                      | 10                     | Salvados         |
| 8                                                               | Tango / «Howlin' for You»                  | 7                      | —                      | 8                      | 8                      | Eliminados       |
| 8                                                               | Duelo de Chachachá / «Can't Feel My Face»  | 3 puntos extras        | 3 puntos extras        | 3 puntos extras        | 3 puntos extras        | Eliminados       |
| 1Puntaje dado por el juez invitado Pitbull en lugar de Goodman. |                                            |                        |                        |                        |                        |                  |

- Temporada 25 con Terrell Owens

| Semana                                           | Baile / Canción                            | Puntajes de los jueces | Puntajes de los jueces | Puntajes de los jueces | Resultado        |
| Semana                                           | Baile / Canción                            | C. I.                  | L. G.                  | B. T.                  | Resultado        |
| ------------------------------------------------ | ------------------------------------------ | ---------------------- | ---------------------- | ---------------------- | ---------------- |
| 1                                                | Chachachá / «Ain't Too Proud to Beg»       | 5                      | 5                      | 5                      | Sin eliminación  |
| 2                                                | Foxtrot / «Pillowtalk»                     | 7                      | 6                      | 7                      | Últimos salvados |
| 2                                                | Samba / «Hot in Herre»                     | 6                      | 6                      | 7                      | Salvados         |
| 3                                                | Salsa / «The Breaks»                       | 7                      | 7                      | 7                      | Sin eliminación  |
| 4                                                | Vals vienés / «I Have Nothing»             | 8                      | 8                      | 8                      | Salvados         |
| 5                                                | Quickstep / «I Just Can't Wait to Be King» | 9                      | 8                      | 8                      | Salvados         |
| 6                                                | Jive / «Feel It Still»                     | 9                      | 9/101                  | 9                      | Últimos salvados |
| 7                                                | Tango / «Super Freak»                      | 8                      | 8                      | 9                      | Últimos salvados |
| 7                                                | Freestyle en equipo / «Monster Mash»       | 8                      | 8                      | 8                      | Últimos salvados |
| 8                                                | Charlestón / «Bad Boy Good Man»            | 9                      | 9                      | 9                      | Eliminados       |
| 8                                                | Rumba en trío / «Slow Hands»               | 8                      | 8                      | 8                      | Eliminados       |
| 1Puntaje dado por la juez invitada Shania Twain. |                                            |                        |                        |                        |                  |

- Temporada 27 con Juan Pablo Di Pace

| Semana        | Baile / Canción                                        | Puntajes de los jueces | Puntajes de los jueces | Puntajes de los jueces | Resultado  |
| Semana        | Baile / Canción                                        | C. I.                  | L. G.                  | B. T.                  | Resultado  |
| ------------- | ------------------------------------------------------ | ---------------------- | ---------------------- | ---------------------- | ---------- |
| 1             | Salsa / «Dinero»                                       | 7                      | 7                      | 8                      | Salvados   |
| 2             | Quickstep / «42nd Street»                              | 9                      | 8                      | 9                      | Salvados   |
| 2             | Foxtrot / «Why Don't You Do Right?»                    | 9                      | 8                      | 9                      | Salvados   |
| 3             | Samba / «Ni Tú Ni Yo»                                  | 10                     | 10                     | 10                     | Salvados   |
| 4             | Chachachá en trío / «Wavey»                            | 8                      | 8                      | 8                      | Salvados   |
| 5             | Vals vienés / «Gaston»                                 | 10                     | 9                      | 10                     | Salvados   |
| 6             | Jive / «Dead Man's Party»                              | 10                     | 10                     | 10                     | Salvados   |
| 7             | Charlestón / «One Shot»                                | 10                     | 10                     | 10                     | Salvados   |
| 7             | Freestyle en equipo / «Country Girl (Shake It for Me)» | 9                      | 8                      | 9                      | Salvados   |
| 8 (Semifinal) | Tango argentino / «Libertango»                         | 10                     | 10                     | 10                     | Eliminados |
| 8 (Semifinal) | Salsa / «Tu Sonrisa»                                   | 10                     | 10                     | 10                     | Eliminados |

- Temporada 28 con Ray Lewis

| Semana | Baile / Canción               | Puntajes de los jueces | Puntajes de los jueces | Puntajes de los jueces | Resultado       |
| Semana | Baile / Canción               | C. I.                  | L. G.                  | B. T.                  | Resultado       |
| ------ | ----------------------------- | ---------------------- | ---------------------- | ---------------------- | --------------- |
| 1      | Salsa / «Hot in Herre»        | 5                      | 5                      | 5                      | Sin eliminación |
| 2      | Foxtrot / «September»         | 5                      | 5                      | 5                      | Dos últimos     |
| 3      | Chachachá / «Twist and Shout» | —                      | —                      | —                      | Retirados       |

- Temporada 29 con AJ McLean

| Semana | Baile / Canción                               | Puntajes de los jueces | Puntajes de los jueces | Puntajes de los jueces | Resultado       |
| Semana | Baile / Canción                               | C. I.                  | D. H.                  | B. T.                  | Resultado       |
| ------ | --------------------------------------------- | ---------------------- | ---------------------- | ---------------------- | --------------- |
| 1      | Jive / «Blinding Lights»                      | 6                      | 6                      | 6                      | Sin eliminación |
| 2      | Foxtrot / «Ain't That a Kick in the Head?»    | 7                      | 6                      | 6                      | Salvados        |
| 3      | Quickstep / «Prince Ali»                      | 7                      | 7                      | 7                      | Salvados        |
| 4      | Chachachá / «Larger than Life»                | 8                      | 8                      | 8                      | Salvados        |
| 5      | Vals / «Open Arms»                            | 8                      | 8                      | 8                      | Salvados        |
| 6      | Samba / «Mi Gente»                            | 9                      | 9                      | 9                      | Salvados        |
| 7      | Tango / «Psycho»                              | 9                      | 8                      | 9                      | Salvados        |
| 8      | Rumba / «Way Down We Go»                      | 8                      | 8                      | 8                      | Salvados        |
| 8      | Relevo de Samba / «Levitating»                | 3 puntos extras        | 3 puntos extras        | 3 puntos extras        | Salvados        |
| 9      | Vals vienés / «Somebody to Love»              | 7                      | 8                      | 8                      | Eliminados      |
| 9      | Duelo de Jive / «Wake Me Up Before You Go-Go» | 2 puntos extras        | 2 puntos extras        | 2 puntos extras        | Eliminados      |

- Temporada 30 con Cody Rigsby

| Semana                                                                     | Baile / Canción                                           | Puntajes de los jueces | Puntajes de los jueces | Puntajes de los jueces | Puntajes de los jueces | Resultado       |
| Semana                                                                     | Baile / Canción                                           | C. I.                  | L. G.                  | D. H.                  | B. T.                  | Resultado       |
| -------------------------------------------------------------------------- | --------------------------------------------------------- | ---------------------- | ---------------------- | ---------------------- | ---------------------- | --------------- |
| 1                                                                          | Tango / «Physical»                                        | 6                      | 6                      | 6                      | 6                      | Sin eliminación |
| 2                                                                          | Salsa / «Don't Go Yet»                                    | 6                      | 6                      | 6                      | 6                      | Salvados        |
| 3                                                                          | Jazz / «Gimme More»                                       | 6                      | 6                      | —                      | 6                      | Salvados        |
| 4                                                                          | Jive / «Stand Out»                                        | 7                      | 6                      | 7                      | 7                      | Salvados        |
| 4                                                                          | Vals vienés / «Gaston»                                    | 8                      | 7                      | 8                      | 8                      | Salvados        |
| 5                                                                          | Quickstep / «We Go Together»                              | 8                      | 8                      | 8                      | 8                      | Salvados        |
| 6                                                                          | Chachachá / «There Will Be Blood»                         | 9                      | 9                      | 9                      | 9                      | Salvados        |
| 7                                                                          | Foxtrot / «You're My Best Friend»                         | 8                      | 8                      | 9                      | 9                      | Salvados        |
| 7                                                                          | Relevo de Jive / «Crazy Little Thing Called Love»         | 2 puntos extras        | 2 puntos extras        | 2 puntos extras        | 2 puntos extras        | Salvados        |
| 8                                                                          | Pasodoble / «Black Cat»                                   | 10                     | 10                     | 9                      | 9                      | Salvados        |
| 8                                                                          | Duelo de Chachachá / «Together Again»                     | Sin puntos extras      | Sin puntos extras      | Sin puntos extras      | Sin puntos extras      | Salvados        |
| 9 (Semifinal)                                                              | Salsa / «Danza kuduro»                                    | 9                      | 9                      | 8                      | 9                      | Salvados        |
| 9 (Semifinal)                                                              | Tango argentino / «La cumparsita»                         | 9                      | 9                      | 9                      | 9                      | Salvados        |
| 10 (Final)                                                                 | Fusión de Pasodoble & Chachachá / «Free Your Mind»        | 9                      | 9                      | 91                     | 9                      | Tercer puesto   |
| 10 (Final)                                                                 | Freestyle / «Symphony No. 5» & «Nails, Hair, Hips, Heels» | 10                     | 10                     | 101                    | 10                     | Tercer puesto   |
| 1Puntaje dado por la juez invitada Julianne Hough en lugar de Derek Hough. |                                                           |                        |                        |                        |                        |                 |

- Temporada 31 con Sam Champion

| Semana | Baile / Canción                   | Puntajes de los jueces | Puntajes de los jueces | Puntajes de los jueces | Puntajes de los jueces | Resultado   |
| Semana | Baile / Canción                   | C. I.                  | L. G.                  | D. H.                  | B. T.                  | Resultado   |
| ------ | --------------------------------- | ---------------------- | ---------------------- | ---------------------- | ---------------------- | ----------- |
| 1      | Foxtrot / «Hold Me Closer»        | 5                      | 5                      | 5                      | 5                      | Salvados    |
| 2      | Vals vienés / «Heartbreak Hotel»  | 6                      | 6                      | 7                      | 7                      | Salvados    |
| 3      | Samba / «Los Muertos Vivos Están» | 6                      | 6                      | 6                      | 7                      | Dos últimos |
| 4      | Pasodoble / «The Greatest Show»   | 7                      | 6                      | 6                      | 6                      | Eliminados  |

### Otros trabajos
Burke tuvo un papel invitado en la serie de Disney Channel, Zack y Cody: Gemelos en Acción, en el episodio «Loosely Ballroom» junto con otros profesionales de baile como Louis van Amstel, Ashly DelGrosso y Lacey Schwimmer. Ella retrata a Shannon, una enfermera que asistía al elenco durante un concurso de baile en la serie, en el Hotel Tipton. En la ronda final de la competencia, el personaje de Burke se ofrece voluntariamente para reemplazar a un competidor enfermo (Carey). Ella y su compañero, Esteban, continúan ganando la competencia.
Ella quedó en segundo lugar en la primera temporada de I Can Do That, perdiendo ante Nicole Scherzinger en la última actuación de tres personas y súper grupos, liderando la competencia desde la semana 2. También reemplazó a Abby Lee Miller en Dance Moms en 2017.
Burker apareció en Hell's Kitchen como invitada VIP en el noveno episodio de la temporada 17.

## Premios y honores
- Ganadora del World Cup Professional Rising Star Latin en 2005.
- Ganadora del San Francisco Latin en 2005.
- Ganadora del Ohio Star Ball Rising Star Latin en 2005.
- Ganadora del UK Championships.
- Cuarto puesto en los Estados Unidos en el Under 21s.
- Nominada al Primetime Emmy en 2006 por mejor coreografía.
- El 20 de octubre de 2007, ganó el Premio Role Model en la séptima gala anual del Filipino/American Library Gala.
- En los Asian Excellence Awards de 2008, ganó el Premio Viewer's Choice por «personalidad televisiva favorita».

## Vida personal
En 2011, lanzó su autobiografía. Dancing Lessons, describiendo en como, a los 5 años, fue abusada por un cartero jubilado. El cartero en repetidas ocasiones le bajaba los pantalones y la tocaba. Ella creía que estaba mal pero quería ganar el afecto de la persona. El agresor fue condenado a 22 años en prisión y fue puesto en libertad recientemente. Burke ha hecho numerosas promociones fuera de Dancing with the Stars , que incluyen Depend Silhouette briefs, Impress Nails y Sargento Cheese. Su asociación con estas empresas ha recaudado una gran cantidad de dinero incluyendo 50 mil dólares que Depend está donando a Dress for Success. Ella abrió su primer estudio de baile en abril de 2008 y creará su propia línea de ropa deportiva el próximo año.
En 2017, People y Us Weekly informó que Burke estaba saliendo con Matthew Lawrence. Los dos se conocieron en 2006, cuando el hermano de Lawrence, Joey, fue elegido para DWTS. Burke y Lawrence anteriormente salieron de 2007 a 2008. Los dos se comprometieron después de que Lawrence se propuso ante Burke el 3 de mayo de 2018, en su cumpleaños 34.